# Francesc Coll i Turbau
Francesc Coll i Turbau (Girona, 18 de juliol de 1886 - Girona, 14 de març de 1936) fou un metge cirurgià i polític gironí.

## Biografia
Francesc Coll va néixer al número 9 del carrer Ginesta, al barri del Mercadal de Girona, fill de Francesc Coll i Dagas i d'Àngela Turbau Gruart.
Estudià a l'Institut de Girona entre 1896 i 1900, quan acabà el batxillerat. El mateix any, se n'anà a Barcelona a estudiar medicina i el 1907 es va graduar en medicina i cirurgia. L'any 1909 es doctorà a Madrid amb un treball anomenat "El cáncer y su tratamiento con la fulguración". Coll fou un estudiant brillant, destacant les matrícules d'honor entre les seves notes i per aquesta excel·lència acadèmica li fou concedida la creu d'Alfons XIII el 1914.
El novembre de 1913 fou elegit regidor pel districte primer de Girona, dins d'una candidatura carlina. Poc després, l'1 de gener de 1914 començà la seva primera alcaldia quan fou nomenat batlle de Girona per ordre reial, mandat que durà fins l'1 de gener de 1916. Durant aquest temps, Coll abandonà el Partit Liberal Conservador i es passà a la Lliga Regionalista amb la que es presentà a les eleccions municipals de novembre de 1917 i en sortí reelegit regidor pel districte primer. El 28 de gener de 1921 tornà a ser nomenat batlle, càrrec que ostentà fins al 30 de gener de 1923, quan fou substituït per reial ordre; tot i així, seguí mantenint el càrrec de regidor fins al cop d'Estat de Primo de Rivera, quan fou destituït i empresonat per haver-se adherit a la proposta del CADCI en favor de l'autogovern i el reconeixement de la nació catalana. Acabada la dictadura, tornà a entrar a la corporació municipal i fou elegit batlle de Girona per tercera i última vegada el 13 de març de 1930, en una votació que va guanyar àmpliament per 19 vots a favor i un vot en blanc. Aquest últim mandat acabà el 13 d'abril de 1931, després de les eleccions municipals del dia anterior que varen portar a la proclamació de la Segona República Espanyola i on els republicans aconseguiren la majoria del ple de l'Ajuntament.
Finalment, el doctor Coll traspassà a causa d'una pneumònia vírica durant una epidèmia de grip el 14 de març de 1936 a l'edat de 49 anys.

## Hodonímia
L'Ajuntament de Girona decidí en la sessió del 4 d'agost de 1950 posar el seu nom a un carrer, situat entre el carrer Ferran Agulló i la Gran Via de Jaume I, per homenatjar al qui havia portat la cirurgia moderna a Girona i havia impulsat l'Hospital Provincial i li havia donat prestigi.